# Dudu Paraíba
Carlos Eduardo de Souza Tomé, mais conhecido como Dudu Paraíba (Mari, 11 de março de 1985), é um futebolista brasileiro que atua como lateral-esquerdo. Atualmente, defende a Perilima.

## Carreira
Como profissional começou jogando no Botafogo-PB da Paraíba, onde logo se destacou e, durante a disputa do Nordestão em 2002, foi contratado pelo Vitória. No rubro-negro permaneceu nas categorias de base até o ano seguinte. Em 2004, passou a integrar o grupo dos profissionais e permaneceu no clube até 2007, não tendo muitas oportunidades de mostrar seu futebol. Ainda em 2006, esteve emprestado ao Remo.
Em 2007, após outro empréstimo, dessa vez ao Avaí, foi vendido ao Marek Dupnitsa, onde chamou a atenção do Litex Lovech, clube de mais expressão no país, para onde se transferiu no mesmo ano. Ficou lá até 2009, se destacando e recebendo proposta do Widzew Łódź, da Polônia, sendo o titular na lateral-esquerda.
Defendeu ainda Lobos de la BUAP, Śląsk Wrocław, Apollon Limassol, URT (não chegou a entrar em campo) e Odra Opole. Em 2020, assinou com a Perilima.
Em 2022, foi auxiliar-técnico do Carlos Renaux durante a Série B do Campeonato Catarinense.

## Títulos
Vitória
- Campeonato Baiano: 2004, 2005

Litex Lovech
- Copa da Bulgária: 2007–08, 2008–09

Widzew Łódź
- Campeonato Polaco - Segunda Divisão: 2009–10